# Fibra di carbonio
Nella scienza e tecnologia dei materiali la fibra di carbonio è un materiale avente una struttura filiforme, molto sottile, realizzato in carbonio, utilizzato in genere nella realizzazione di una grande varietà di "materiali compositi", così chiamati in quanto sono costituiti da due o più materiali, che in questo caso sono le fibre di carbonio e una cosiddetta matrice, in genere di resina (ma può essere in altro materiale plastico o in metallo) la cui funzione è quella di tenere in "posa" le fibre resistenti (affinché mantengano la corretta orientazione nell'assorbire gli sforzi), di proteggere le fibre ed inoltre di mantenere la forma del manufatto composito.
Per la realizzazione di strutture in composito le fibre di carbonio vengono dapprima intrecciate in veri e propri panni in tessuto di carbonio e una volta messi in posa vengono immersi nella matrice. Tra le caratteristiche della fibra di carbonio spiccano l'elevata resistenza meccanica, la bassa densità, la capacità di isolamento termico, resistenza a variazioni di temperatura e all'effetto di agenti chimici, buone proprietà ignifughe. Di contro il materiale composito in fibre di carbonio risulta non omogeneo e presenta spesso una spiccata anisotropia, ovvero le sue caratteristiche meccaniche hanno una direzione privilegiata.
Il termine fibra di carbonio viene utilizzato spesso in maniera impropria per riferirsi al materiale composito di cui la fibra di carbonio è un componente.

## Storia
Abbott nel 1950 riuscì a produrre fibra di carbonio carbonizzando il rayon ad una temperatura di circa 1000 °C, ottenendo un materiale con una resistenza a trazione di 280 MPa.
R. C. Houtz nello stesso anno scoprì che la fibra di carbonio poteva essere prodotta anche a partire da poliacrilonitrile (PAN) riscaldando tale polimero in aria a 300 °C.
Roger Bacon, fisico e scienziato dei materiali presso il Parma Technical Center, Ohio, nel 1958 creò la prima fibra di carbonio ad alte prestazioni: consisteva principalmente in sottili filamenti di grafite disposti in fogli o in rotoli; i fogli si estendevano in modo continuo sull'intera lunghezza del filamento di grafite. Dopo avere sviluppato la fibra di carbonio, Bacon stimò il costo della produzione a "10 milioni di dollari per libbra". La fibra di carbonio creata da Bacon rappresentò una scoperta di notevole rilievo a quell'epoca, e gli scienziati e gli industriali furono determinati nel trovare una metodica produttiva efficiente e meno costosa.
Akio Shindo nel 1959 migliorò le caratteristiche della fibra di carbonio prodotta da PAN sottoponendo tale polimero a carbonizzazione. 
Union Carbide nello stesso anno sfruttò il processo di Abbott per la produzione e commercializzazione di fibra di carbonio da rayon.
Sugio Otani nel 1963 evidenziò la possibilità di produrre fibra di carbonio dalla pece.
E. Fitzer e H. Schlesinger nel 1966 produssero per la prima volta fibra di carbonio da fase gassosa.
Carr Reinforcements il 14 gennaio 1969 produsse il primo tessuto in fibra di carbonio.
Kureha Chemical Industries nel 1970 iniziò la commercializzazione di fibra di carbonio da pece. 
Morinobu Endo nel 1974 migliorò il processo di produzione di fibra di carbonio da fase gassosa: evidenziò come l'accrescimento di tale fibra di carbonio potesse essere promosso grazie alla catalisi. Tale fibra di carbonio comunque non è mai stata commercializzata.
Irwin C. Lewis e Leonard Singer nel 1976 misero a punto il processo per la produzione di fibra di carbonio da pece anisotropica: le proprietà meccaniche di questa fibra di carbonio ebbero un notevole incremento.

## Descrizione

### Struttura e proprietà

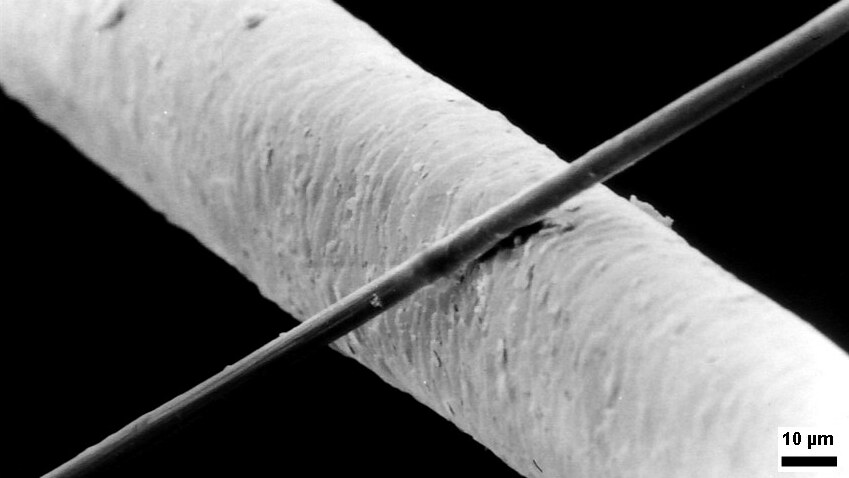
Una fibra di carbonio del diametro di 6 μm (grigio scuro) a confronto con un capello umano (grigio chiaro)

Le fibre di carbonio hanno proprietà molto simili all'asbesto, ma al contrario di quest'ultimo il loro utilizzo non comporta rischi per la salute.
Ogni intreccio di filamenti di carbonio costituisce un insieme formato dall'unione di molte migliaia di filamenti. Ciascun singolo filamento ha una forma approssimativamente cilindrica del diametro di 5-8 μm e consiste quasi esclusivamente di carbonio (almeno il 92%).
La struttura atomica della fibra di carbonio è simile a quella della grafite, consistendo in aggregati di atomi di carbonio a struttura planare (fogli di grafene) disposti secondo simmetria esagonale regolare. La differenza consiste nel modo in cui questi fogli sono interconnessi. La grafite è un materiale cristallino in cui i fogli sono disposti parallelamente l'uno rispetto all'altro formando una struttura regolare. I legami chimici che si instaurano tra i fogli sono relativamente deboli, conferendo alla grafite la sua caratteristica delicatezza e fragilità.
Le fibre di carbonio presentano un'elevata inerzia chimica nei confronti di moltissime soluzioni acquose. Vanno incontro a deterioramento se vengono a contatto con metalli e ossidi metallici a temperature superiori di 1000 K.
La densità tipica della fibra di carbonio è 1750 kg/m3. La resistenza meccanica dei differenti tipi di filato varia tra 2-7 GPa.

## Classificazione

### In base alle caratteristiche meccaniche
A seconda delle loro caratteristiche meccaniche, le fibre di carbonio possono essere classificate commercialmente in:
- GP (General Performance): caratterizzati da una minore resistenza a trazione; hanno un modulo d'elasticità o modulo di Young non superiore a 200 GPa;[6]
  - LM (Low Modulus): presentano valori bassi del modulo di Young;[7]
- HP (High Performance): caratterizzati da una maggiore resistenza a trazione;
  - HT (High Tensile Strenght): presentano valori elevati della resistenza a trazione (maggiore di 3000 MPa) e valori standard del modulo di Young (intorno a 150-300 GPa[8]);
  - IM (Intermediate Modulus): presentano valori moderati del modulo di Young (intorno a 275-350 GPa[9]);
  - HM (High Modulus): presentano valori elevati del modulo di Young (maggiori di 300 GPa[10]);
    - UHM (UltraHigh Modulus): presentano valori elevatissimi del modulo di Young (maggiori di 600 GPa[11]);
- SM (Standard Modulus): hanno un modulo di Young inferiore a 250 GPa e sono diffuse nell'ingegneria civile, unitamente alle fibre ad alta tenacità di tipo HT, HM e UHM.

### In base al processo produttivo
Dal punto di vista del processo dal quale sono ottenute, le fibre di carbonio sono classificate inoltre in:
- fibre di carbonio da poliacrilonitrile (PAN): ottenute attraverso stabilizzazione, carbonizzazione ed eventuale trattamento termico ad elevata temperatura del poliacrilonitrile; il 90% delle fibre di carbonio sono attualmente prodotte secondo questa metodologia;
- fibre di carbonio da pece isotropica: ottenute da fibre di pece sottoposte a stabilizzazione e carbonizzazione;
- fibre di carbonio da pece anisotropica (MPP, Mesophase Pitch): ottenute da pece mesogenica convertita in pece mesofasica durante la filatura; tale pece mesofasica è poi sottoposta a stabilizzazione, carbonizzazione e trattamento termico ad elevata temperatura;
- fibre di carbonio da rayon: ottenute da fibre di rayon sottoposte a pretrattamento chimico e carbonizzazione; tale tipologia di fibre di carbonio non vengono più prodotte industrialmente;
- fibre di carbonio da fase gas: ottenute da una fase gassosa contenente idrocarburi e catalizzatori solidi; tali fibre di carbonio non sono attualmente commercializzate.

### In base alla struttura
A seconda della materia prima utilizzata per produrre la fibra, la fibra di carbonio può essere turbostratica o grafitica, ovvero possedere una struttura ibrida in cui sono presenti sia parti turbostratiche che grafitiche. Nella fibra di carbonio turbostratica, ovvero con struttura cristallina formata da piani ciascuno deviato lateralmente rispetto all'altro, i fogli di atomi di carbonio sono uniti in modo casuale o ripiegati insieme. Le fibre di carbonio ottenute dal PAN sono turbostratiche, mentre le fibre di carbonio derivate dalla mesofase pece sono grafitiche dopo riscaldamento a temperature superiori a 2200 °C. Le fibre di carbonio turbostratiche tendono ad avere maggior carico di rottura, mentre le fibre derivate dalla mesofase pece sottoposte a trattamento termico possiedono elevata rigidità (modulo di Young) ed elevata conducibilità termica.

## Sintesi
Il metodo più comunemente utilizzato per ottenere i filamenti di carbonio consiste nell'ossidazione e pirolisi del poliacrilonitrile (PAN), un polimero ottenuto dalla polimerizzazione dell'acrilonitrile. Il PAN viene riscaldato approssimativamente alla temperatura di 300 °C in presenza di aria, con il risultato di ottenere l'ossidazione e la rottura di molti legami idrogeno instauratisi tra le lunghe catene polimeriche. Il prodotto dell'ossidazione viene posto in una fornace e riscaldato a circa 2000 °C in atmosfera di gas inerte (ad esempio argon), ottenendo in tal modo un cambiamento radicale della struttura molecolare con formazione di grafite. Effettuando il processo di riscaldamento alle appropriate condizioni, si ha la condensazione delle catene polimeriche con produzione di ristretti fogli di grafene che si fondono generando un singolo filamento. Il risultato finale consiste nell'ottenimento di un materiale con contenuto in carbonio variabile in genere tra il 93-95%.

Sintesi delle fibre di carbonio a partire da poliacrilonitrile: a) ciclizzazione; b) deidrogenazione; c) eliminazione dell'azoto.

Fibre di qualità inferiore possono essere prodotte utilizzando come precursori pece o rayon in sostituzione del PAN.
Le proprietà meccaniche della fibra di carbonio possono essere ulteriormente migliorate sfruttando opportuni trattamenti termici. Riscaldando nell'intervallo di 1500-2000 °C si ha la cosiddetta carbonizzazione con formazione di un materiale con elevato carico di rottura (5650 MPa), mentre la fibra di carbonio sottoposta a grafitizzazione (cioè ad un riscaldamento a 2500-3000 °C) mostra un modulo di elasticità superiore (531 GPa).

## Applicazioni
La fibra di carbonio è prevalentemente utilizzata per rinforzare i materiali compositi, in particolare quelli a matrice polimerica. I materiali così ottenuti presentano elevata resistenza, leggerezza, basso costo e un certo valore estetico. Per tali motivi, i materiali in fibra di carbonio trovano largo impiego in una molteplicità di ambiti dove il peso e la resistenza meccanica dell'oggetto sono fattori determinanti o in prodotti di consumo semplicemente per finalità estetiche.
Uno di tali settori è il settore dei trasporti, dove la leggerezza del mezzo è associata ad un minore consumo di carburante. Ad esempio il Boeing 787 è costruito in parte da materiali in fibra di carbonio. A tale scopo, molto raramente si usano lastre piane di composito piegandole a caldo, viene infatti preferita la tecnica di polimerizzazione delle resine direttamente su uno stampo, impregnando ogni strato di tela di fibra alla volta, spesso comprimendo il tutto per migliorare l'uniformità dello spessore.
La leggerezza di tali materiali è sfruttata anche in ambito sportivo, dove il minor peso dell'attrezzatura sportiva permette di aumentare la resistenza degli atleti; in particolare tali materiali sono utilizzati nella costruzione di:
- auto da corsa
- ombrea (strumento per la modellazione del vetro)
- biciclette[13][14]
- canoe[15]
- sci nautici[16]
- suole di alcune scarpe da calcio, per renderle più flessibili e leggere
- mazze da golf[13]
- canne da pesca[13]
- racchette da tennis[13]
- Tiro con l'arco
- caschi di protezione
- carrozzerie e componenti per auto rc da competizione
- rivestimenti aeromobili
- costumi professionali da nuoto

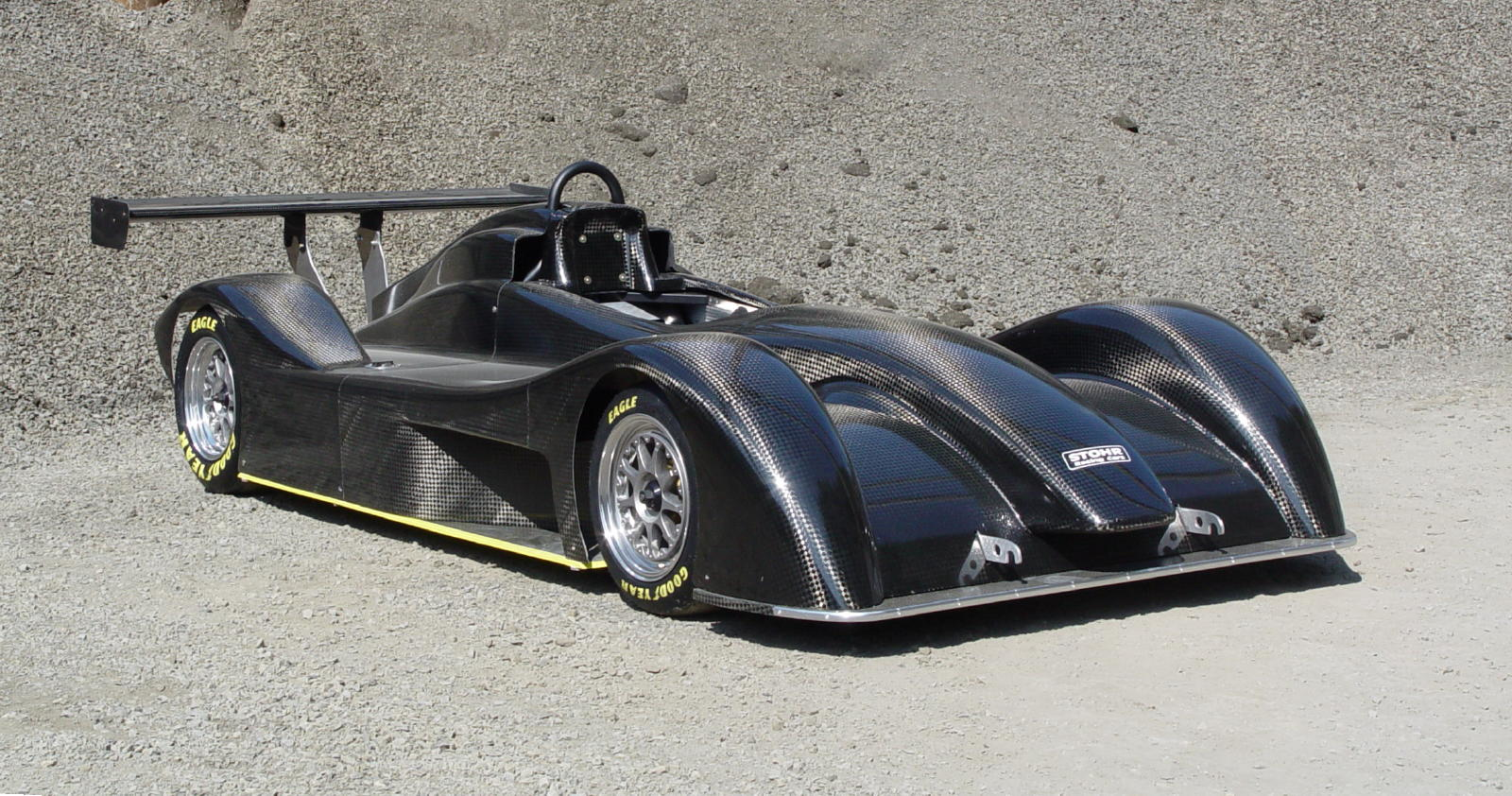
Auto da corsa con carrozzeria costruita in fibra di carbonio
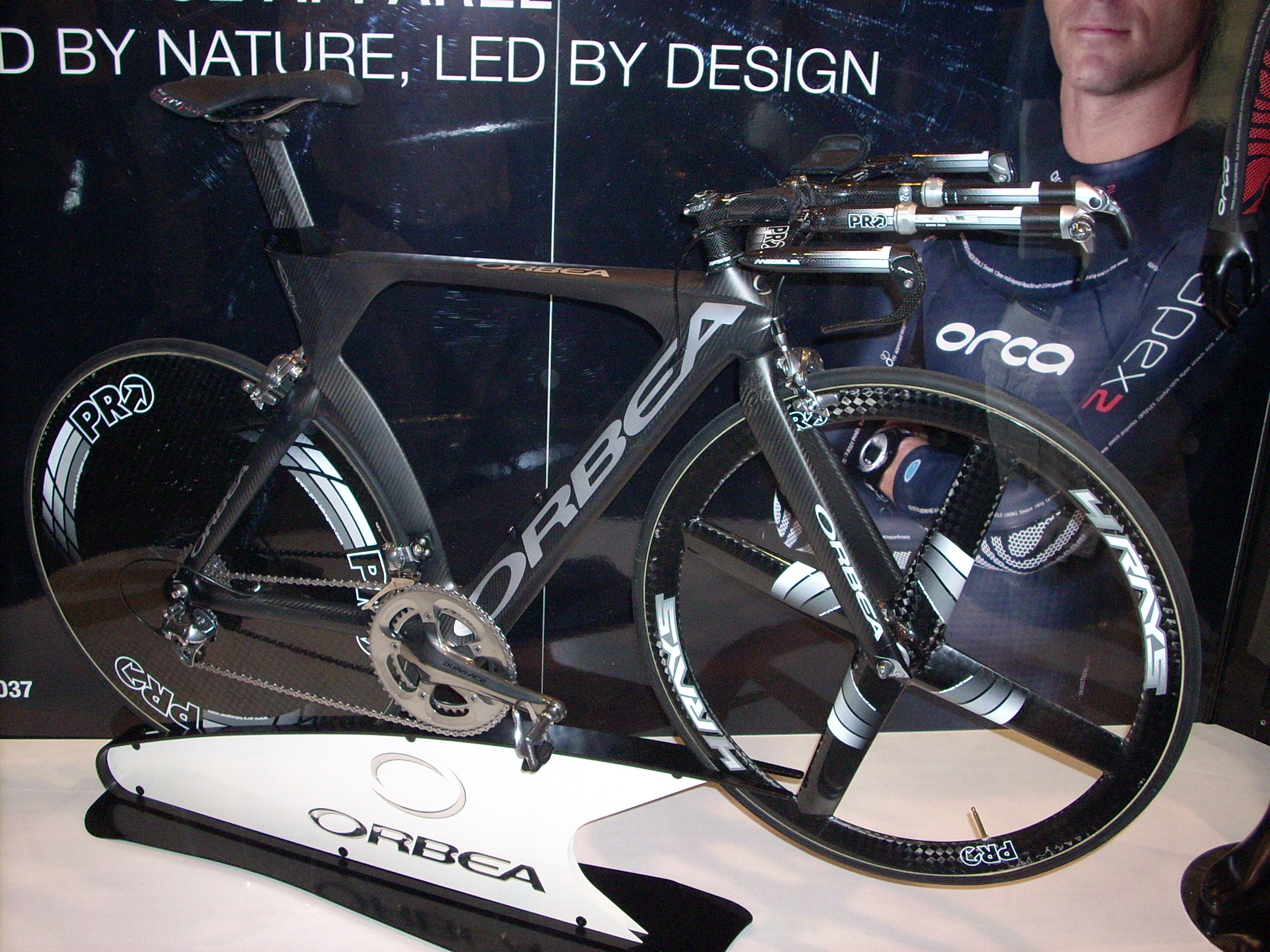
Bici da corsa in fibra di carbonio
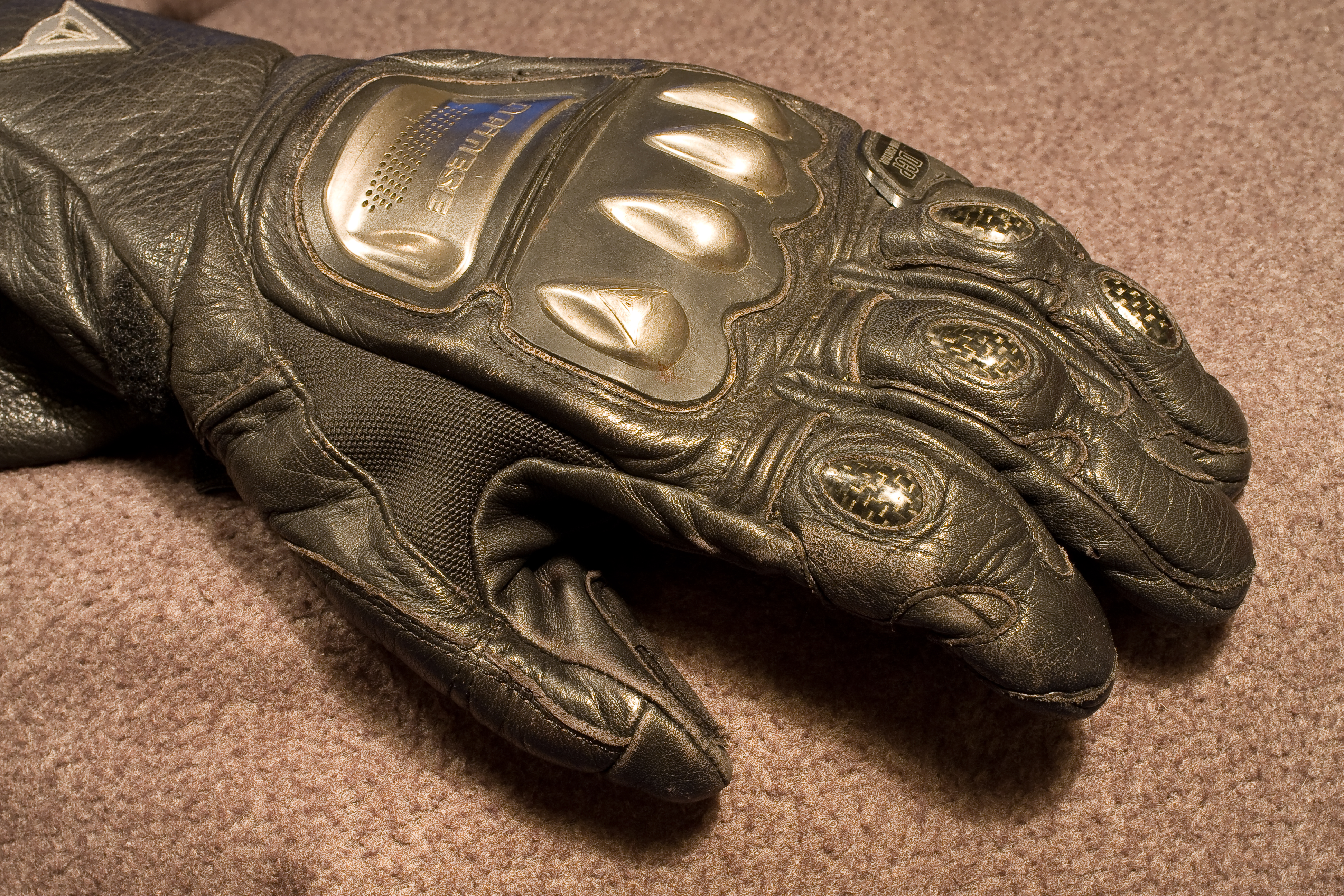
Guanti da motociclismo con rinforzi in fibra di carbonio
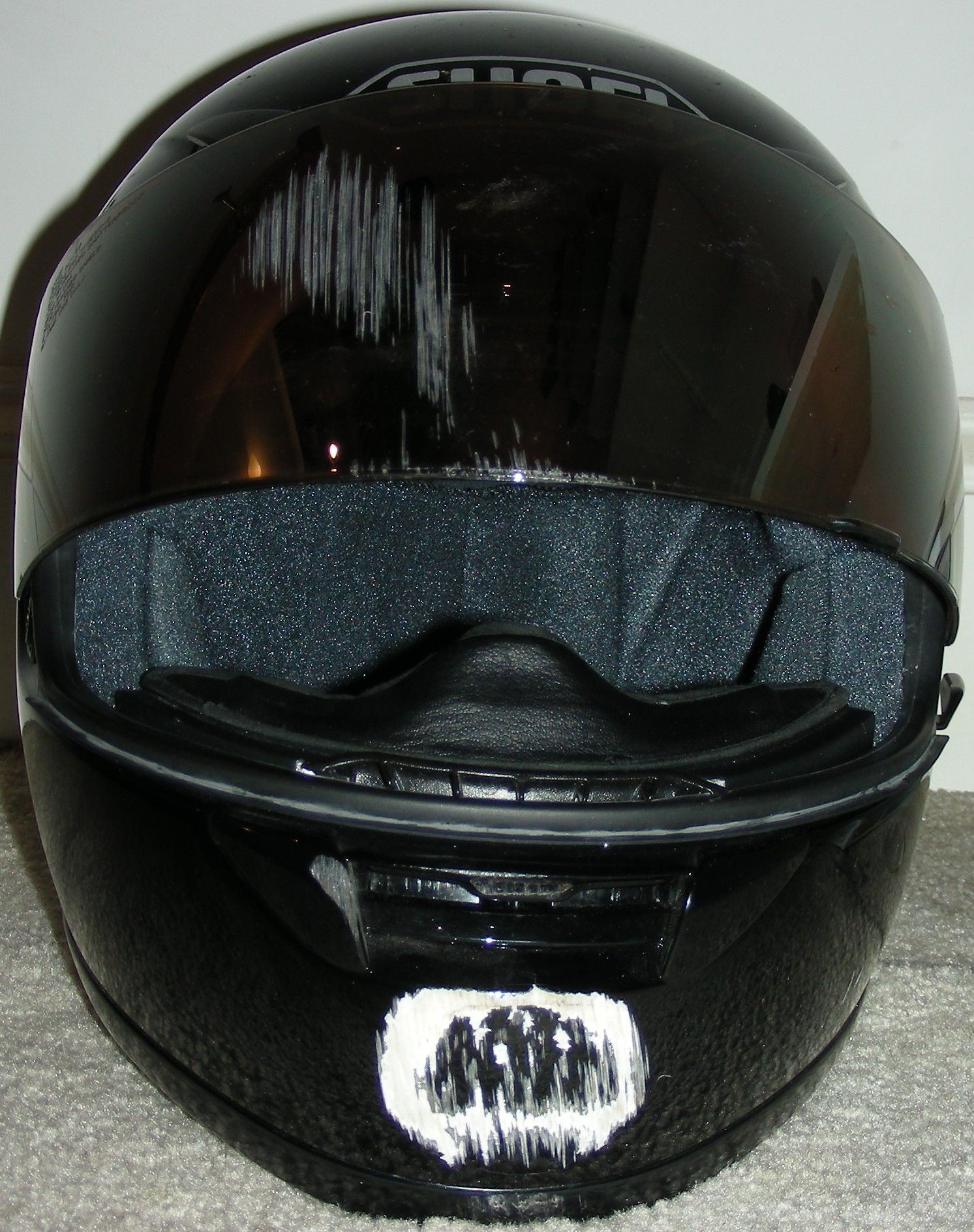
Casco da motociclismo in fibra di carbonio
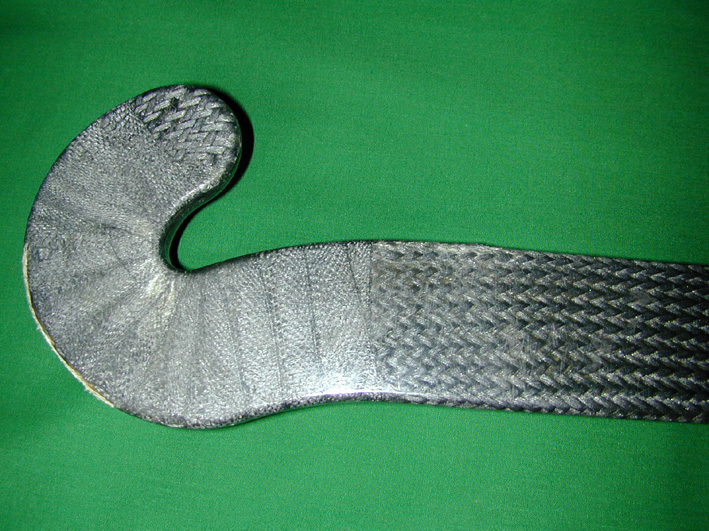
Mazza da hockey in fibra di carbonio

Un altro ambito in cui vengono sfruttate la leggerezza e il basso costo dei materiali in fibra di carbonio è l'industria musicale. In particolare tali materiali sono utilizzati con un ottimo risultato nel rapporto qualità-prezzo nella costruzione di:
- chitarre
- archi per violino, viola e violoncello

In virtù della loro resistenza e leggerezza, i materiali in fibra di carbonio vengono utilizzati anche nella produzione delle casse e del quadrante degli orologi.

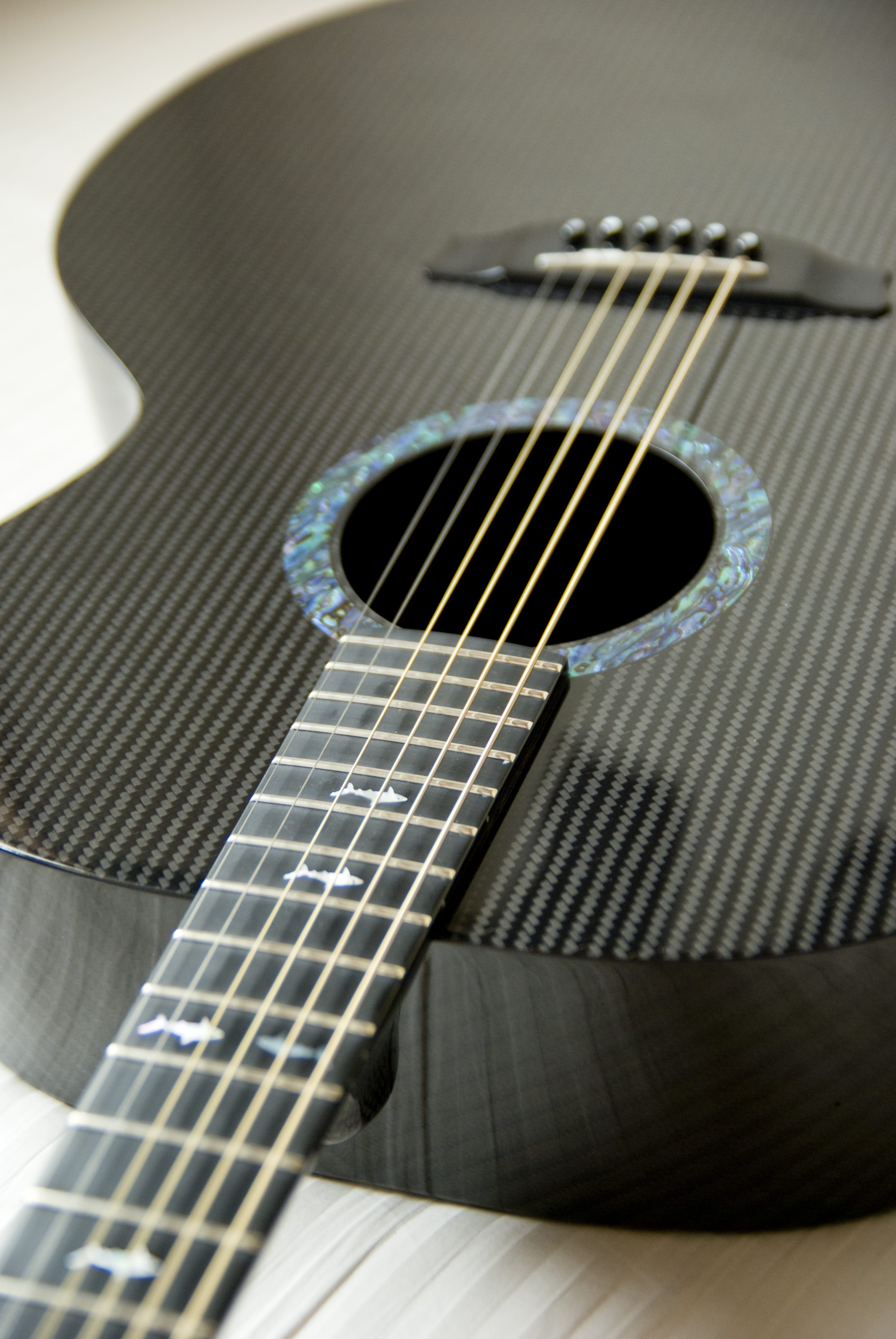
Chitarra in fibra di carbonio
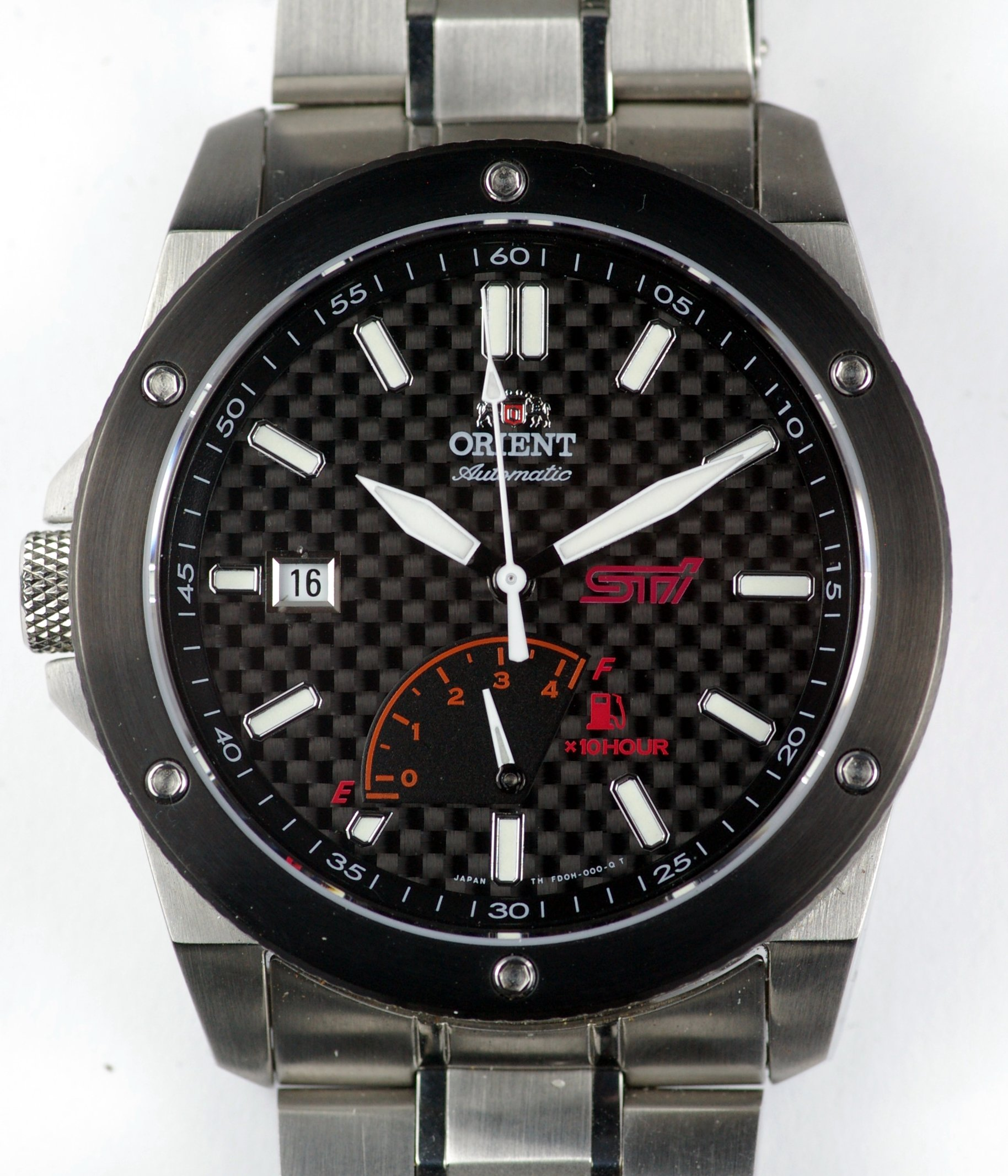
Orologio con quadrante in fibra di carbonio

L'elevata resistenza meccanica e termica dei materiali in fibra di carbonio li rende inoltre adatti alla costruzione di oggetti che devono resistere a condizioni estreme (ad esempio elevata temperatura e pressione), tra cui:
- recipienti per gas compressi (ad esempio per aria compressa)
- sonde spaziali[18]

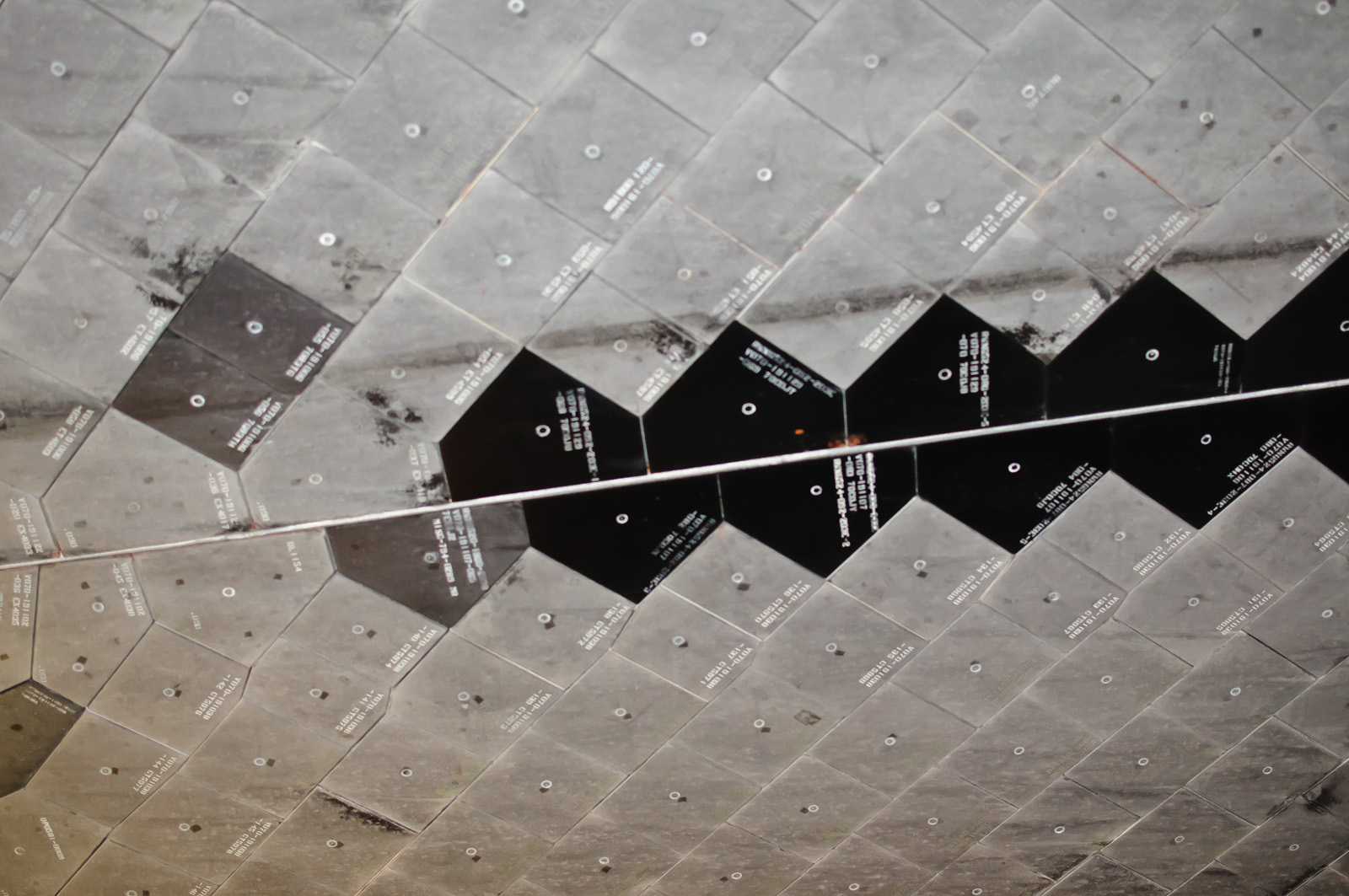
Scudo termico in grafite rinforzata da fibre di carbonio dello Space Shuttle

Le fibre di carbonio possono essere associate anche a matrici in materiale non polimerico. A causa della formazione di carburi (per esempio il carburo di alluminio, idrosolubile) e a problematiche legate a fenomeni di corrosione, l'utilizzo del carbonio in compositi a matrice metallica è poco sviluppato. Il carbonio-carbonio (RCC, Reinforced Carbon-Carbon) consiste in un rinforzo di fibra di carbonio in una matrice di grafite e viene utilizzato in applicazioni che richiedono l'esposizione a temperature elevate, come nel caso degli scudi termici dei veicoli spaziali o dei freni delle auto di Formula 1. Questo materiale è utilizzato anche per la filtrazione di gas ad alta temperatura, come elettrodo a elevata area superficiale e resistente alla corrosione, e come componente antistatico.

### Industria tessile
Gli intrecci di filamenti di fibra di carbonio sono utilizzati in diversi processi, tra i quali spiccano il rinforzo di materiale plastico, la tessitura dei filamenti e la pultrusione. Il filato di fibra di carbonio viene classificato in base alla sua densità lineare (peso per unità di lunghezza, con 1 g / 1000 m = 1 tex) o in base al numero di filamenti per filato. Per esempio 200 tex per 3000 filamenti di fibra di carbonio sono tre volte resistenti rispetto a 1000 fibre di carbonio, ma anche tre volte più pesanti. Questo filato può essere utilizzato per creare vari tessuti, il cui aspetto dipende generalmente dalla densità lineare del filato e dal tipo di tessitura eseguita. Alcuni tipi di tessuti comunemente utilizzati sono la saia, il raso e la tela.

### Industria medicale
La fibra di carbonio è sempre più utilizzata per fabbricare apparecchiature medicali dovuto sia alla sua trasparenza ai raggi X che alla sua robustezza. Possiamo trovare fibra di carbonio su:
- Tavoli per sostegno e posizionamento di pazienti nelle sale radiologiche
- Aiuti alla mobilità come stampelle[20] ortopediche o canadesi, bastoni, deambulatori o carrozzelle
- Apparecchiature ortopediche quali ortesi, protesi o esoscheletri[21]